# Oscar Frederico de Souza
Oscar Frederico de Souza (Rio de Janeiro, 6 de março de 1870 – Rio de Janeiro, 6 de julho de 1941) foi um médico brasileiro.
Foi eleito membro da Academia Nacional de Medicina em 1900.